# Paradosso meccanico

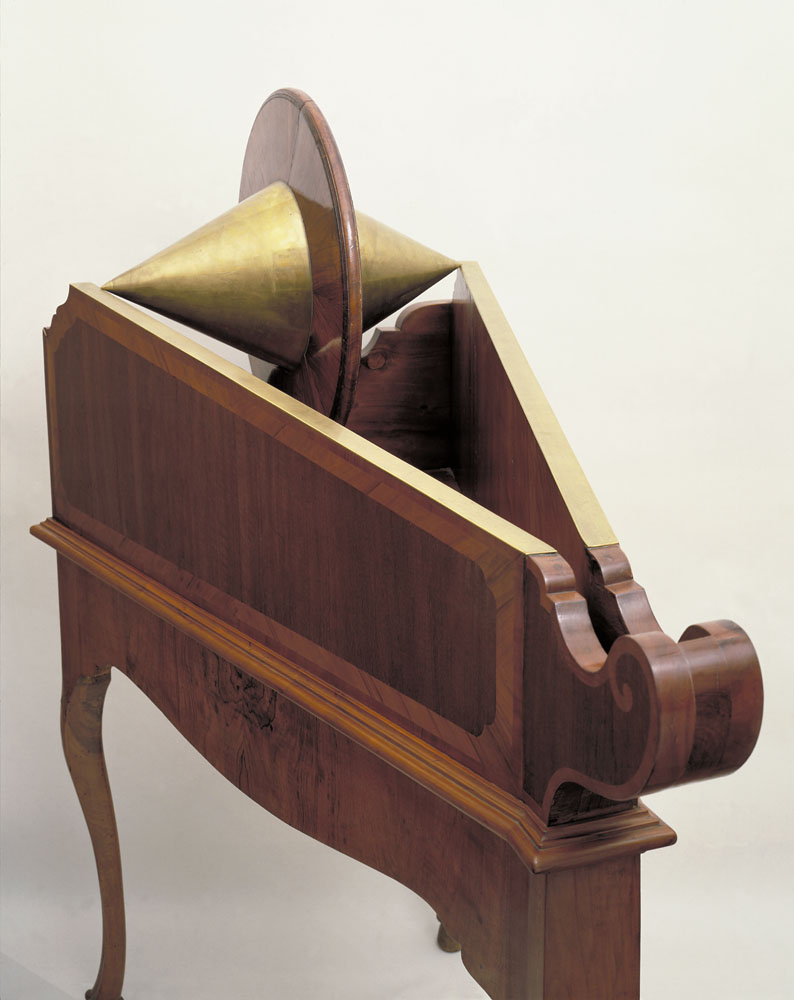
Il paradosso meccanico al Museo Galileo di Firenze.

Il paradosso meccanico è un apparecchio meccanico conservato al Museo Galileo di Firenze.

## Struttura
Questo strumento, montato su un elegante tavolino, si compone di un telaio trapezoidale di legno con due binari di ottone sui quali è poggiata una coppia di coni di ottone uniti per le loro basi da un disco di legno. 

## Funzionamento
Ponendo il doppio cono sulla parte inferiore del telaio, esso inizia spontaneamente a risalire verso l'alto, dando così l'impressione di sottrarsi alla legge universale della forza di gravità. 
Per questo fenomeno, apparentemente contrario al senso comune e, dunque, stupefacente, l'apparecchio viene spesso indicato come "paradosso meccanico". Il paradosso è solo apparente. 
E ciò deriva dal fatto che il movimento naturale dei gravi dipende da quello del loro baricentro, che scende naturalmente. In effetti, poiché i binari sono divaricati, il centro di gravità del doppio cono, posizionato sull'asse di rotazione in corrispondenza del diametro massimo, non sale quando l'intero corpo sembra procedere verso l'alto, ma viceversa scende. Rotolando, il doppio cono poggia sui binari in punti sempre più vicini ai suoi due vertici. 
Di conseguenza, la distanza del baricentro rispetto al piano orizzontale diminuisce man mano che il cono sale. Il fenomeno non ha dunque niente di preternaturale, ma è al contrario in perfetto accordo con le leggi della meccanica. 

## Provenienza
L'apparecchio proviene dalle collezioni lorenesi.